# Meinrado di Einsiedeln
Meinrado di Einsiedeln, o anche Meginrado (Rottenburg am Neckar, ... – Einsiedeln, 21 gennaio 861), è stato un monaco cristiano tedesco, eremita benedettino, ucciso a Einsiedeln. È venerato come santo dalla Chiesa cattolica.

## Agiografia
Nacque alla fine dell'VIII secolo da una famiglia di contadini nei pressi dell'attuale Rottenburg am Neckar in Germania, nel Sülchgau. Le agiografie del Santo riportano che entrò nel monastero benedettino di Reichenau sul lago di Costanza, dove divenne presbitero. Dopo aver svolto l'attività di insegnante nei pressi di Zurigo, attorno all'830, chiese ai superiori di potersi ritirare a vita eremitica in una vicina foresta. La popolazione locale lo ammirava per la sua vita ascetica e divenne ben presto famoso nella regione. Da qui la decisione di allontanarsi ulteriormente da località abitate. Scelse una foresta nei pressi dell'attuale Einsiedeln, dove visse per circa venticinque anni, fino alla sua morte.

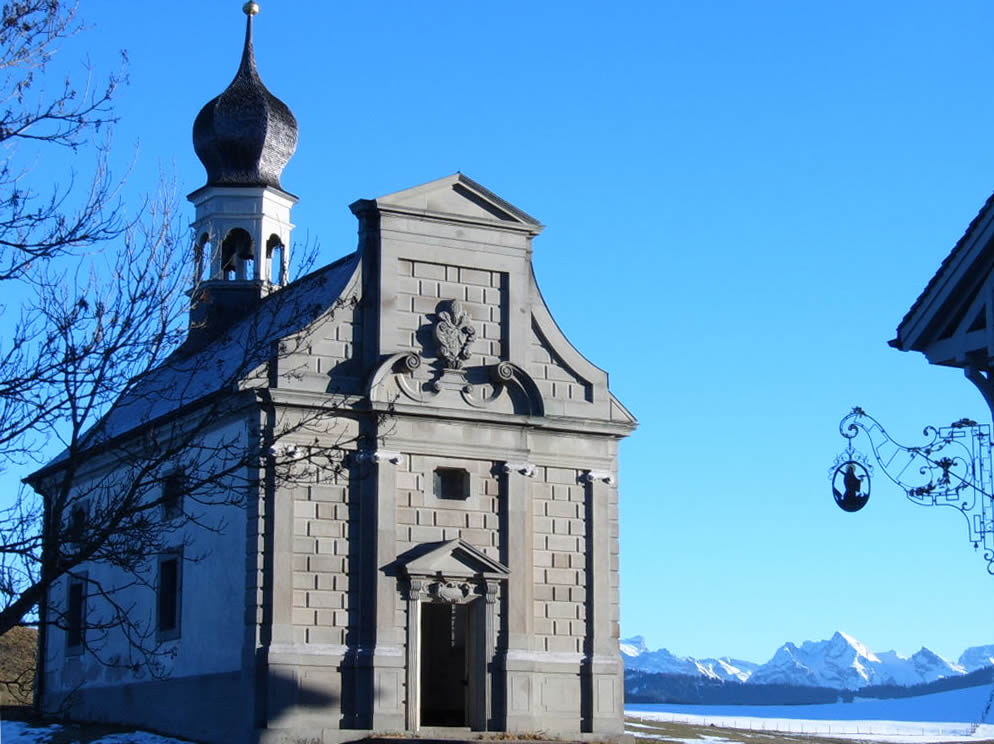
Cappella di San Meinrado sul passo di Etzelpass nei pressi di Einsiedeln.

Le cronache raccontano che due briganti che credevano che il sant'uomo nascondesse dei tesori, si finsero pellegrini e lo assalirono uccidendolo a bastonate. La leggenda vuole che essi fossero stati successivamente inseguiti da due corvi, i quali, riconoscenti all'eremita che aveva loro salvato la vita da un rapace, avessero segnalato la presenza degli assassini permettendone l'individuazione, la cattura e la condanna al rogo.
Questa radicata tradizione è confermata dallo stemma del comune di Einsiedeln, due corvi su campo rosso.
L'eremo venne poi abitato da un altro benedettino di nome Benno, che dopo alcuni anni trascorsi nell'eremo, divenne vescovo di Metz, ma che, trascorsi altri anni,  preferì tornare ad Einsiedeln per fondarvi un monastero benedettino, che contribuì fortemente alla diffusione della fede cattolica nell'attuale Svizzera tedesca.
L'abbazia di Saint Meinrad, fondata nel 1854 nel Kentucky dai benedettini di Einsiedeln e arciabbazia della Congregazione Benedettina Elveto-americana, è intitolata a lui.
Un tempo si pensava che egli fosse un membro della stirpe degli Hohenzollern e che essi venissero quindi dal Sülchgau.